# Eltroplectris brachycentron
Eltroplectris brachycentron är en orkidéart som beskrevs av Dariusz Lucjan Szlachetko. Eltroplectris brachycentron ingår i släktet Eltroplectris och familjen orkidéer.
Artens utbredningsområde är Bolivia. Inga underarter finns listade i Catalogue of Life.